# دیزج (میانه)
دیزج یکی از روستاهای استان آذربایجان شرقی است که در دهستان کندوان بخش کندوان شهرستان میانه واقع شده‌است.شغل اکثر اهالی این روستا کشاورزی باغداری و دامداری و زنبور داری است .عمده محصولات کشاورزی این روستا گندم جو عدس نخود لوبیا برنج میباشد . عمده محصولات باغی شامل سیب به زردالو گردو هلو البالو . محصولات سیفی هم در این روستا کشت میشود محصولاتی مانند گوجه فرنگی خیار هندوانه خربزه . به دلیل اب هوای کوهستانی این روستا عسل دیزج یکی از مرغوب ترین عسلهای اذربایجان است . از محصولات دامی دیزج هم میتوان به کره پنیر ماست و روغن زرد اشاره کرد که از کیفیت ممتازی برخوردار است . اب هوای روستا دارای زمستانهای سرد و تابستانهای معتدل میباشد بهترین فصل برای مسافرت  فصل بهار میباشد که طبعت دیزج سرشار از گلهای زیبا و رنگارنگ و هوای مطبوع را دارا میباشد.